# مامادو كونيه
مامادو كونيه (بالفرنسية: Mamadou Koné)‏ (مواليد 25 ديسمبر 1991) هو لاعب كرة قدم إيفواري ، يجيد اللعب في مركز المهاجم الصريح ، ويلعب حاليًا لنادي ليغانيس الإسباني.

## روابط خارجية
- مامادو كونيه على موقع قاعدة بيانات كرة القدم.إي يو (الإنجليزية)
- مامادو كونيه على موقع Soccerbase.com (لاعب) (الإنجليزية)
- مامادو كونيه على موقع Soccerway.com (الإنجليزية)
- مامادو كونيه على موقع AS.com (الإسبانية)